# Wilkie Cooper
Wilkie Cooper (* 19. Oktober 1911 in London, England als Douglas Ralph Cooper; † 15. Dezember 2001 in Worthing, West Sussex, England) war ein britischer Kameramann, der an mehreren Filmen von Ray Harryhausen mitwirkte.

## Leben
Cooper hatte bereits im Jahre 1926 als Kinderdarsteller zu filmen begonnen, ehe er zu Beginn der 30er Jahre hinter die Kamera wechselte und als einfacher Kameramann an so bedeutsamen Produktionen wie 1936 „Feuer über England“ mitwirkte. Im selben Jahr arbeitete er bei dem Dokumentarfilm Conquest of the Air mit Laurence Olivier erstmals als Filmkameramann. Während des Zweiten Weltkriegs drehte er einige Kriegsfilme wie Die Blockade mit John Mills. 1950 führte er für Alfred Hitchcock die Kamera in Die rote Lola. 1958 drehte er mit Sindbads siebente Reise erstmals zusammen mit dem Effektspezialisten Ray Harryhausen. Beide drehten sechs Filme zusammen, darunter der Monumentalfilm Jason und die Argonauten. 1963 drehte er mit Richard Lester die Filmkomödie Auch die Kleinen wollen nach oben. Seinen einzigen Ausflug ins Fernsehgeschäft unternahm er 1967, als er fünf Folgen der Fernsehserie Mit Schirm, Charme und Melone filmte.
Cooper zog sich 1972 ins Privatleben zurück. Er war bis zu deren Tod 1996 mit der Schauspielerin Peggy Bryan verheiratet und hatte zwei Kinder.

## Filmografie (Auswahl)
- 1936: Conquest of the Air
- 1939: Trunk Crime
- 1941: Ein gefährliches Unternehmen (The Foreman Went to France)
- 1942: Die Blockade (The Big Blockade)
- 1943: Das Geisterhaus (The Halfway House)
- 1945: Der letzte Sündenfall (The Rake's Progress)
- 1947: Tödliches Geheimnis (Mine Own Executioner)
- 1948: Das schweigende Dunkel (Silent Dust)
- 1949: Gezählte Stunden (The Hasty Heart)
- 1950: Die rote Lola (Stage Fright)
- 1952: Mr. Pickwick (The Pickwick Papers)
- 1953: Im Schatten des Korsen (Sea Devils)
- 1954: Zum Tanzen geboren (Dance Little Lady)
- 1957: Zustände wie im Paradies (The Admirable Crichton)
- 1958: Sindbads siebente Reise (The 7th Voyage of Sinbad)
- 1958: Die schwarzen Teufel von El Alamein (Sea of Sand)
- 1959: Wernher von Braun – Ich greife nach den Sternen
- 1959: Dicke Luft und heiße Liebe (SOS Pacific)
- 1960: Herr der drei Welten (The 3 Worlds of Gulliver)
- 1962: Alarm auf der Valiant (The Valiant) (Drehbuch)
- 1961: Die geheimnisvolle Insel (Mysterious Island)
- 1963: Jason und die Argonauten (Jason and the Argonauts)
- 1963: Auch die Kleinen wollen nach oben (The Mouse on the Moon)
- 1963: Die Ausgekochten (Maniac)
- 1964: Die erste Fahrt zum Mond (First Men in the Moon)
- 1966: Eine Million Jahre vor unserer Zeit (One Million Years B.C.)
- 1969: Fahr zur Hölle, Gringo (Land Raiders)